# 系統整合
在工程學中，系統整合（英語：System integration）是指將次系統（subsystems）各元件匯整、塑造成為單一系統的的過程，在過程中，需要保證所有次系統的功能，都能在這個單一系統下運作順利。在資訊科學中，系統整合是指將所有不同電腦系統及軟體應用程式全部連結在一起的過程，其目的是讓它們在功能上，或是在實體上，可以以一個完整的系統來實現功能。